# Gola (gmina Sława)
Gola – wieś w Polsce położona w województwie lubuskim, w powiecie wschowskim, w gminie Sława.
W latach 1975–1998 miejscowość należała administracyjnie do województwa zielonogórskiego.

## Zabytki
Do wojewódzkiego rejestru zabytków wpisany jest:
- wiatrak, z 1822 roku.